# Callisthene inundata
Callisthene inundata là một loài thực vật có hoa trong họ Vochysiaceae. Loài này được O.L.Bueno, A.D.Nilson & R.G.Magalh. mô tả khoa học đầu tiên năm 2000.